# كونراد نواك
كونراد نواك (بالبولندية: Konrad Nowak)‏ (17 مارس 1985 بلوبلين في بولندا - ) هو لاعب كرة قدم بولندي في مركز الهجوم. لعب مع Motor Lublin ‏.

## وصلات خارجية
- كونراد نواك على موقع قاعدة بيانات كرة القدم.إي يو (الإنجليزية)
- كونراد نواك على موقع Soccerway.com (الإنجليزية)